# 3.7cm KPÚV vz. 34
3,7 cm KPÚV vz. 34 (チェコ語: kanón proti útočné vozbě、ドイツ軍名：3,7 cm PaK 34(t)) とはチェコスロバキアのシュコダ工場で生産された対戦車砲である。

## 解説
シュコダ社独自の呼称はA3であった。ナチス・ドイツによるチェコスロバキア解体後にドイツが接収した物が第二次世界大戦で使用されたかどうかは不明である。スロバキアは1939年3月にチェコスロバキアからの独立を宣言した際に113門を入手した。
1934年にチェコ陸軍から1,000mで30mmの装甲を貫通するように要求されて設計された。また、最大射程距離4,000mまでHE弾を発射することができた。砲は小型の防盾と木製の車輪を備えていたが、空気圧式車輪を装備したものもあった。

## ÚV vz. 34 戦車砲
ÚV vz.34戦車砲は0.815kgの徹甲弾を初速690m/sで発射した。vz.34は多くのチェコとドイツ製装甲車の主武装として使用された。
搭載車両
- T-32 (豆戦車) - 駆逐豆戦車
- LT vz. 34 - 軽戦車
- LT vz. 35/Panzer 35(t) - チェコ/ドイツ 軽戦車

## 貫通能力
| 装甲貫通能力表     |                 |
| 距離               | 傾斜30°の装甲   |
| 100 m (110 yd)     | 37 mm (1.5 in)  |
| 500 m (550 yd)     | 31 mm (1.2 in)※ |
| 1,000 m (1,100 yd) | 26 mm (1.0 in)  |
| 1,500 m (1,600 yd) | 22 mm (0.87 in) |

※ 別の資料では、45mm厚の垂直板装甲を500mで貫通させるとしている。